# Ostrobod
Ostrobod – staropolskie imię męskie, złożone z dwóch członów: Ostro- ("ostry") i -bod ("kłuć, uderzać czymś ostrym, bóść"). Mogło oznaczać "tego, którego ciosy są dotkliwe".